# قرار مجلس الأمن التابع للأمم المتحدة رقم 1708
قرار مجلس الأمن التابع للأمم المتحدة رقم 1708، الذي تم تبنيه بالإجماع في 14 سبتمبر 2006، بعد التذكير بالقرارات السابقة بشأن الوضع في كوت ديفوار (ساحل العاج)، ولا سيما القرارات 1572 (2004) و1584 (2004) و1633 (2005) و1643 (2005)، مدد المجلس ولاية فريق مراقبة حظر توريد الأسلحة إلى البلاد حتى منتصف ديسمبر / كانون الأول 2006.

## التفاصيل
ورحب مجلس الأمن بجهود الأمين العام كوفي عنان والاتحاد الأفريقي والجماعة الاقتصادية لدول غرب أفريقيا من أجل إعادة إحلال السلام والاستقرار في كوت ديفوار. وقرر أن الوضع في البلد لا يزال يشكل تهديدا للسلم والأمن الدوليين.
بموجب الفصل السابع من ميثاق الأمم المتحدة، تم تجديد ولاية فريق الخبراء لمراقبة العقوبات حتى 15 ديسمبر / كانون الأول 2006. وطُلب من فريق الخبراء تقديم تحديث بشأن تنفيذ القرارين 1572 و1643 وتقديم التوصيات المناسبة.

## وصلات خارجية
- نص القرار في undocs.org